# Grifola gargal
Grifola gargal — вид базидіомікотових грибів родини Мерипілові (Meripilaceae).

## Поширення
Вид поширений лише у Чилі.